# Emiliano J. Mac Donagh
Emiliano José Mac Donagh (Exaltación de la Cruz, Argentina, 11 de septiembre de 1896 - La Plata, Argentina, 2 de agosto de 1961) fue un destacado zoólogo argentino dedicado al estudio de peces de agua dulce. Entre 1946 y 1949 fue director del Museo de La Plata.

## Trayectoria profesional
Emiliano Mac Donagh creció en la ciudad de Salto (provincia de Buenos Aires). Su familia tenía ascendencia irlandesa. Realizó sus estudios secundarios en el Colegio Nacional de La Plata. Realizó su carrera de grado en la Facultad de Ciencias Naturales y Museo de la Universidad Nacional de La Plata donde se graduó como biólogo. Posteriormente, realizó en la misma institución su carrera de doctorado, la cual terminó en 1926, alcanzando el título de Doctor en Ciencias Naturales.

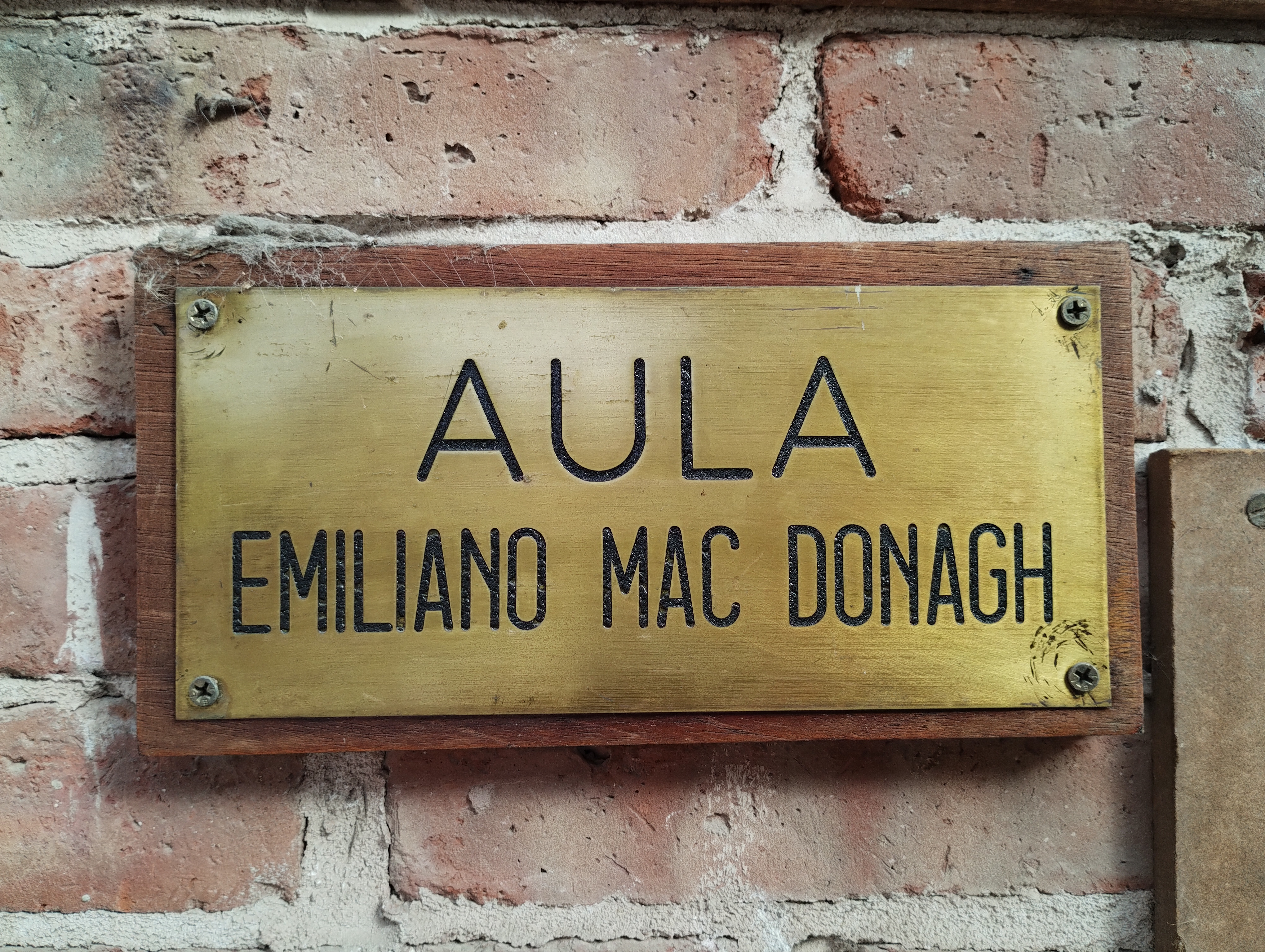
Placa de bronce en el Aula Emiliano Mac Donagh de la Facultad de Ciencias Naturales y Museo (Universidad Nacional de La Plata)

En un principio bajo la dirección del maestro Carlos Bruch realizó sus investigaciones en el campo de la entomología. Luego se dedicó al estudio de vertebrados, principalmente los peces de ríos argentinos. A inicios de la década de 1940 fue designado como miembro de la Academia Nacional de las Ciencias. También fue miembro de la Academia Nacional de Geografía.
En el Museo de La Plata se desempeñó como encargado de la sección ictiología. Luego fue designado como Jefe de Departamento y, posteriormente, director interino y titular de la institución entre 1946 y 1949. También fue director de las tesis doctorales de María Luisa Fuster de Plaza, Armonía Alonso de Arámburu y Nelly Alicia Bó en los años 1944, 1947 y 1951 respectivamente.
En 1944 asumió el cargo de director general de Cultura y Educación de la Provincia de Buenos Aires.
A mediados de la década de 1950 estuvo a cargo de la cátedra de Zoología de Vertebrados como profesor titular.